# جيم دويل (سياسي)
جيم دويل هو سياسي كندي، ولد في 28 أكتوبر 1943 في مقاطعة داون في المملكة المتحدة. حزبياً، نشط في BC United ‏.